# Maurycy Zamoyski

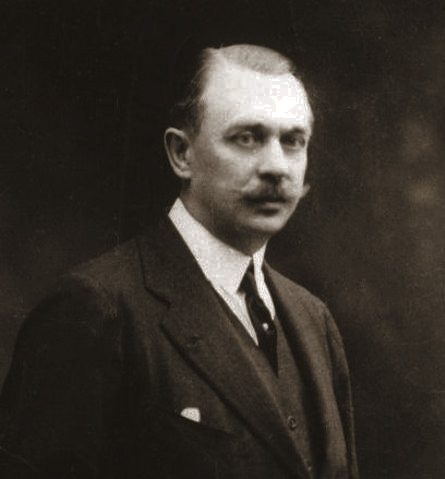
Maurycy Zamoyski vor 1919

Graf Maurycy Klemens Zamoyski (* 30. Juli 1871 in Warschau; † 5. Mai 1939 in Klemensów) war ein polnischer Politiker, Diplomat und  Außenminister in der Władysław-Grabski-Regierung.

## Leben
Maurycy Zamoyski entstammte dem alten polnischen Adelsgeschlecht Zamoyski und war einer der größten Grundbesitzer der Zweiten Republik Polen. 1919 bis 1924 war er Polens Botschafter in Paris und anschließend, für sieben Monate, ab dem 19. Januar 1924 polnischer Außenminister. 1922 kandidierte er bei der Präsidentschaftswahl aber verlor knapp gegen Gabriel Narutowicz, der ihm anschließend das Außenressort anbot.